# Canton de Rohrbach-lès-Bitche
Le canton de Rohrbach-lès-Bitche est une ancienne division administrative française effective de 1790 à 2015, qui était située dans le département de la Moselle et en région Lorraine.

## Géographie
Ce canton était organisé autour de Rohrbach-lès-Bitche dans l'arrondissement de Sarreguemines. Son altitude varie de 203 m (Kalhausen) à 428 m (Lambach) pour une altitude moyenne de 291 m.
Les cantons de Rohrbach-lès-Bitche, Volmunster et Bitche forment le Pays de Bitche (Bitcherland).

## Histoire
En 1790, Rohrbach-lès-Bitche devient chef-lieu d'un canton comprenant les communes de : Achen, Bettviller, Bining, Etting, Gros-Réderching, Guising, Hoelling, Petit-Réderching, Rohrbach-lès-Bitche, Singling et Weidesheim.
Puis en 1793 à la suite de la suppression du canton de Bouquenom, le canton reçoit les communes suivantes : Kalhausen (avec Hutting), Rahling et Schmittviller et en 1802 à la suite de la suppression du canton de Lemberg, le canton reçoit les communes suivantes : Enchenberg, Holbach, Lambach, Montbronn, Siersthal et Soucht.
C'est ainsi qu'en 1802 le canton de Rohrbach-lès-Bitche composé de 20 communes compte 9857 habitants.
En 1811 Etting est rattaché à Achen, Guising et Hoelling à Bettviller, Schmittviller à Rahling, Singling à Gros-Réderching et Weidesheim à Kalhausen, puis en 1812 Holbach à Siersthal. En 1833 Etting est détaché d'Achen et en 1846 Schmittviller de Rahling.
De 1846 à 2015, le canton de Rohrbach est composé de 15 communes.
Par le décret du 18 février 2014, le canton est supprimé à compter des élections départementales de mars 2015. Il est englobé dans le canton de Bitche.

## Langue
D'après un recensement de 1962, le canton comptait 80 à 90 % de locuteurs du francique lorrain. Après cette date, les recensements de l'INSEE ont arrêté de poser la question de la langue maternelle au citoyen enquêté.

## Représentation

### Conseillers généraux de 1833 à 2015
| Période | Période      | Identité                          | Étiquette      | Qualité                                                                                               |
| ------- | ------------ | --------------------------------- | -------------- | --- |
| 1833    | 1847 (décès) | Antoine Virgile Schneider         |                | Lieutenant-général Ministre de la Guerre (1839) Député (1834-1847)                                    |
| 1848    | 1852         | Nicolas-Antoine Boulard           | Gouvernemental | Propriétaire, maire de Bitche                                                                         |
| 1852    | 1855         | Nicolas-Eugène Duviviers          | Bonapartiste   | Ancien avocat à Metz, ancien Sous-Préfet de Sarreguemines, propriétaire à Sarreguemines               |
| 1855    | 1871         | Dominique Adolphe Bazaille        |                | Notaire, maire de Rohrbach                                                                            |
| 1871    | 1919         | Annexion allemande                |                | |
| 1919    | 1930 (décès) | Constant Mansuy                   | URD            | Fabricant de couronnes mortuaires Maire de Rohrbach (1921-1930)                                       |
| 1930    | 1934 (décès) | Adolphe Brill                     | URD            | Boulanger Maire de Rohrbach-lès-Bitche (1930-1934)                                                    |
| 1934    | 1940         | Paul Joseph Ménétrier (1893-1987) | URD            | Médecin à Rohrbach-lès-Bitche                                                                         |
| 1940    | 1944         | Annexion allemande                |                | |
| 1945    | 1957 (décès) | Abbé Guillaume Schaul (1881-1957) | MRP            | Professeur de religion et de Français Adjoint au Maire de Sarreguemines                               |
| 1958    | 1970         | Jean Seitlinger                   | MRP puis DVD   | Avocat, écrivain Député (1956-1962)                                                                   |
| 1970    | 1976         | M. Schneider                      | RI             | |
| 1976    | 1994         | Jean Seitlinger                   | UDF-CDS        | Député (1956-1962 et 1973-1997) Maire de Rohrbach-lès-Bitche (1977-1995) Député au Parlement Européen |
| 1994    | 2001         | Raymond Rimlinger                 | DVG            | Éleveur à Rahling Maire d'Enchenberg (1989-2008)                                                      |
| 2001    | 2015         | Daniel Zintz                      | RPR puis UMP   | Cadre supérieur Maire de Siersthal                                                                    |

### Conseillers d'arrondissement (de 1833 à 1940)
Le canton de Rohrbach avait deux conseillers d'arrondissement à partir de 1919.
| Période                                  | Période | Identité                        | Étiquette     | Qualité |
| ---------------------------------------- | ------- | ------------------------------- | ------------- | --- |
| 1833                                     |         | Michel Hager (1790-1839)        |               | Fabricant à Sarreguemines, ancien capitaine de grenadiers, ancien conseiller général                        |
|                                          |         |                                 |               | |
| 1848                                     |         | Sébastien Beckerich (1804-1868) |               | Aubergiste, maire de Bining                                                                                 |
|                                          |         |                                 |               | |
| 1919                                     | 1931    | Alphonse Schoumacher            | URL           | Propriétaire à Bitche                                                                                       |
| 1919                                     | 1940    | Joseph Hessemann                | Front lorrain | Cultivateur à Bettviller                                                                                    |
| 1931                                     | 1940    | François Scheh                  | Front lorrain | Agriculteur à Gros-Réderching                                                                               |
| 1940                                     |         |                                 |               | Les conseils d'arrondissement ont été suspendus par la loi du 12 octobre 1940 et n'ont jamais été réactivés |
| Les données manquantes sont à compléter. |         |                                 |               | |

## Composition
Le canton de Rohrbach-lès-Bitche groupait 15 communes et comptait 15 940 habitants (recensement de 2011 sans doubles comptes).
| Communes            | Population (2012) | Code postal | Code Insee |
| ------------------- | ----------------- | ----------- | ---------- |
| Achen               | 1 010             | 57412       | 57006      |
| Bettviller          | 848               | 57410       | 57074      |
| Bining              | 1 180             | 57410       | 57083      |
| Enchenberg          | 1 259             | 57415       | 57192      |
| Etting              | 761               | 57412       | 57201      |
| Gros-Réderching     | 1 299             | 57410       | 57261      |
| Kalhausen           | 845               | 57412       | 57355      |
| Lambach             | 539               | 57410       | 57376      |
| Montbronn           | 1 670             | 57415       | 57477      |
| Petit-Réderching    | 1 488             | 57410       | 57535      |
| Rahling             | 811               | 57410       | 57561      |
| Rohrbach-lès-Bitche | 2 102             | 57410       | 57589      |
| Schmittviller       | 347               | 57412       | 57636      |
| Siersthal           | 636               | 57410       | 57651      |
| Soucht              | 1 145             | 57960       | 57658      |

## Démographie
| 1962   | 1968   | 1975   | 1982   | 1990   | 1999   | 2011   | - |
| ------ | ------ | ------ | ------ | ------ | ------ | ------ | - |
| 14 343 | 14 958 | 15 077 | 15 396 | 15 580 | 15 615 | 15 940 | - |